# 屏東鬚鱲
屏東鬚鱲（学名：Candidia pingtungensis），又名屏東馬口魚，为輻鰭魚綱鯉形目鯝科的一個種。

## 分布
本魚僅分布于台湾屏東縣，為特有種。

## 特徵
本魚體側扁，具一對細小紅色短觸鬚。體被圓鱗，側線完全，尾鰭成叉形。體背呈灰黑色，體側面為銀白色。體中軸線具有一寬大而完整的深黑色縱帶。成熟雄魚吻部有極明顯而呈尖錐狀之追星，頭部下側及胸鰭均呈鮮紅色；雌魚的體色較淡，體長可達11.4公分。

## 生態
本魚為初級淡水魚，棲息於河川中上游水溫較低的水域。游泳能力佳，善跳躍，喜愛在淺灘或水流緩慢區活動，需含氧高，性貪食，屬雜食性，以藻類及底棲甲殼類等為食。

## 經濟利用
食用魚，油炸或紅燒皆宜，也可做為觀賞魚。